# Птахшепсес III
Птахшепсес III (кін. XXV — 1-ша пол. XXIV ст. до н. е) — давньоєгипетський діяч, верховний жрець Птаха у Мемфісі часів V династії.

## Життєпис
Основні відомості про Птахшепсеса III взято з гробниці з некрополя Саккара. Знано, що став одним з верховним жерців Птаха за правління фараона Ніусерри. Його діяльність тривала щонайменше до кінця правління фараона Менкаухора. Разом з жрецькими функціями обіймав посаду найбільшого (головнішого) з ремісників-майстрів. тобто контролював роботу усіх майстерень Єгипту.